# Kungsbackaloppet
Kungsbackaloppet är en tävling i långdistanslöpning, ett så kallat landsvägslopp, tidigare mellan Kungsbacka och Göteborg, numera med start och mål i Kungsbacka. Det har arrangerats varje år utan undantag sedan 1898, enligt dem själva världens äldsta lopp som arrangerats varje år utan avbrott och fortfarande arrangeras. Loppet är en av Sveriges äldsta idrottstävlingar, alla kategorier. Arrangörer är (2019) IF Rigor och Centralföreningen för Gymnastik- och Idrottssällskapen i Göteborg.
Initiativtagare var handlanden Nils Orstadius och den första banbeskrivningen löd: ”Landsvägen Göteborg-Kongsbacka. Afståndet mellan dessa städer är 27 kilometer”. Även Wilhelm Friberg omnämns som initiativtagare till loppet.
Loppet har genom åren samlat eliten av svenska långdistanslöpare, med undantag av åren 1909 till 1916, då endast göteborgare fick delta.
Målgången har förlagts till olika platser i Göteborg, bland andra Balders hage och Ullevi, dit löparna brukade anlända i halvtidspausen för en fotbollsmatch. 1963–1982 sprang man ”baklänges”, med start i Göteborg och målgång i Kungsbacka, detta för biltrafikens skull. 1983–1988 sprang man åter från Kungsbacka till Göteborg, närmare bestämt Liseberg. 1989–1999 var det en halvmaraton från Mölndal till Kungsbacka.
Kungsbackaloppet är numera en halvmaraton, med en längd av cirka 21 km. Med start och mål förlagda till ’Kungsmässan’ i Kungsbacka springer man längs Västkustvägen (gamla E6) med vändpunkt i Lindome. ’Ungdomsloppet’ har en distans av 1 600 meter.

## Segrare genom åren[2][3]
| - 1898: O. Svensson, Göteborgs SK - 1899: H. May, Majornas IS - 1900: H. Noring, Majornas IS - 1901: Ernst Fast, Sundbybergs IK - 1902: Ernst Fast, Sundbybergs IK - 1903: J. F. Nyström, Östermalms IK - 1904: Ernst Fast, Stockholms SK - 1905: Fr. Carlsson, Fredrikshofs IF - 1906: John Svanberg, Fredrikshofs IF - 1907: John Svanberg, Fredrikshofs IF - 1908: John Svanberg, Fredrikshofs IF - 1909: Thure Johansson, Göteborgs FF - 1910: Alexis Ahlgren, IFK Göteborg | - 1911: E. Olsén, Örgryte IS - 1912: Alexis Ahlgren, IFK Göteborg - 1913: W. Olsson, IFK Göteborg - 1914: J. Holsner, IFK Göteborg - 1915: A. Johansson, IFK Göteborg - 1916: Alexis Ahlgren, Örgryte IS - 1917: Oscar Björk, Södermalms IK - 1918: Oscar Björk, Fredrikshofs IF - 1919: Oscar Björk, Fredrikshofs IF - 1920: A. Johansson, IFK Göteborg - 1921: Gustav Kinn, IF Thor - 1922: Hans Schuster, Fredrikshofs IF - 1923: Gustav Kinn, IF Thor | - 1924: L. Larsson, IF Elfsborg - 1925: Gustav Kinn, IF Thor - 1926: L. Larsson, IF Elfsborg - 1927: Rudolf Olsson, IFK Göteborg - 1928: Simon Lundgren, Gefle IF - 1929: Sture Andersson, Malmö AI - 1930: Sture Andersson, Malmö AI - 1931: Shoore Järnmyr, Örgryte IS - 1932: Shoore Järnmyr, Örgryte IS - 1933: Shoore Järnmyr, Örgryte IS - 1934: Thore Enochsson, UIF Matteus-Pojkarna - 1935: Shoore Järnmyr, Örgryte IS - 1936: Gunnar Johansson, Södermalms IK | - 1937: Henry Palmé, Fredrikshofs IF - 1938: Henry Palmé, Fredrikshofs IF - 1939: Henry Palmé, Fredrikshofs IF - 1940: Henry Palmé, Fredrikshofs IF - 1941: Henry Palmé, Fredrikshofs IF - 1942: G. Jensén, IF Start - 1943: Gösta Leandersson, IFK Östersund - 1944: Henry Palmé, Fredrikshofs IF - 1945: Sven Håkansson, Örebro SK - 1946: S. Björkman, Sollefteå GoIF - 1947: Olle Larsson, Multrå IF - 1948: Gustav Östling, I 14 IF |